# Église syro-malankare orthodoxe
L'Église syro-malankare orthodoxe ou Eglise jacobite orthodoxe  est une Église des trois conciles autonome rattachée canoniquement à l'Église syriaque orthodoxe (Patriarcat d'Antioche). Le chef de l'Église porte le titre de Maphrien  et Catholicos de l'Inde, avec résidence à Puthencuriz (en) dans le district d'Ernakulam au Kerala. Le titulaire était Aboon Mor Baselios Thomas Ier depuis le 26 juillet 2002 jusqu'à sa mort le 31 octobre 2024.
Elle se distingue de l'Église malankare orthodoxe de même tradition mais autocéphale depuis 1975, mais toutes deux font partie des chrétiens dits « de Saint Thomas ».

## Nom
L'Église syro-malankare orthodoxe est également connue sous d'autres noms :
- Église syrienne jacobite de l'Inde
- Église syrienne malankare orthodoxe
- Église orthodoxe syrienne jacobite
- Église syrienne jacobite malankare.

## Organisation

### Le Maphrianat et Catholicossat de l'Inde
En Inde
- Archidiocèse du Malankara (Kerala)
  - Diocèse d'Angamaly
  - Diocèse de Cochin
  - Diocèse de Kandanad
  - Diocèse de Kottayam
  - Diocèse de Kozhikode
  - Diocèse de Malabar
  - Diocèse de Niranam-Thumpamon
  - Diocèse de Trichur
  - Diocèse de Trivandrum

- Archidiocèse de l'Inde hors du Kerala
  - Diocèse de Delhi
  - Diocèse de Mumbai
  - Diocèse de Bangalore

Hors de l'Inde
- Archidiocèse d'Amérique du Nord
- Diocèse d'Europe

Diocèses knanaya :
En Inde
- Archidiocèse de l'Inde 
  - Diocèse de Kallisserry
  - Diocèse de Ranny

Hors de l'Inde
- Archidiocèse d'Amériques du Canada et d'Europe 
  - Diocèse des États-Unis 
  - Diocèse d'Europe

## Dialogue avec les autres Églises

### Accord sur les mariages inter-religieux
En novembre 1993, la Commission mixte de théologie de l'Église catholique et de l’Église syro-malankare orthodoxe a rédigé un accord sur les mariages inter-religieux, connu aujourd'hui sous le nom « Accord Kerala ». Cet accord a été approuvé par le pape Jean-Paul II et le patriarche le 25 janvier 1994. Un ensemble de directives pastorales accompagne cet accord.